# Контактная разность потенциалов
Конта́ктная ра́зность потенциа́лов (в англоязычной литературе — потенциал Вольты) — это разность потенциалов, возникающая при соприкосновении двух различных твердых проводников, имеющих одинаковую температуру. Различают внутреннюю и внешнюю разности потенциалов в зависимости от того, рассматриваются ли потенциалы эквипотенциального объёма контактирующих проводников или же потенциалы вблизи их поверхности.
Контактная разность потенциалов не может быть измерена вольтметром напрямую, однако может проявляться на вольт-амперных характеристиках (ВАХ) контакта. Примером устройства, где внешняя контактная разность потенциалов двух металлов влияет на ВАХ, может служить ламповый диод. Внутренняя контактная разность потенциалов лежит в основе работы таких полупроводниковых приборов, как диод на p-n переходе, диод с контактом металл-полупроводник, транзистор, а также ряда других.

## Описание
При соприкосновении двух разнородных проводников с одинаковой температурой и разными значениями работами выхода в контактном слое появляется электрическое поле, препятствующее перетеканию электронов от проводника с меньшей работой выхода на проводник с большей работой выхода, внешне это проявляется в возникновении электростатического поля в пространстве окружающем проводники. Значение внешней контактной разности потенциалов равно разности работ выхода, отнесенной к заряду электрона. Если проводники соединить в кольцо, то ЭДС в таком электрическом контуре будет равна нулю.
Для разных пар металлов величина контактной разности потенциалов колеблется от десятых долей вольта до единиц вольт.

## Объяснение
Для объяснения внутренней контактной разности потенциалов в металлах прибегают к модели свободных электронов и к зонной теории. Рассмотрим энергетическую диаграмму, изображающую полную энергию одного электрона. Полная энергия электрона равна сумме потенциальной энергии в электрических полях и кинетической энергии. Нулевая полная энергия на энергетической диаграмме соответствует неподвижному электрону вдали от металла (это т. н. энергетический уровень вакуума). Для электрона внутри металла полная энергия будет отрицательна: электрон находится в потенциальной яме.
Рассмотрим вначале энергетическую структуру куска изолированного металла. Предположим, что температура металла равна 0 К. Энергетическая структура металла в простейшем случае определяется двумя величинами: работой выхода (то есть расстоянием от уровня или энергии Ферми до уровня вакуума) и степенью заполнения верхней энергетической зоны электронами (энергия Ферми). Все энергетические уровни от дна энергетической зоны вплоть до уровня Ферми будут заполнены электронами. Максимальная кинетическая энергия электрона в металле, в соответствии с зонной теорией металлов, равна энергии Ферми. Положение уровня Ферми на шкале энергий из-за принципа Паули будет являться значением химического потенциала данной системы электронов.
Приведение металлов в соприкосновение выводит систему из равновесия (поскольку химические потенциалы двух металлов не совпадают), при этом происходит диффузия электронов в сторону уменьшения их энергии, приводящая к изменению заряда и электрического потенциала металлов. В приконтактной области возникает электрическое поле. Появление электрического поля сдвигает все энергетические уровни электронов этих металлов, и вслед за ними будет двигаться уровень Ферми. Когда положение уровня Ферми (химического потенциала) обоих металлов по энергии сравняются, заряд в приконтактной области перестанет изменяться и наступит диффузионно-дрейфовое равновесие. Необходимо подчеркнуть, что диффузия электронов практически не меняет ни концентрацию электронов, ни величину энергии Ферми каждого металла. Разность положений нижних краев энергетической зоны в первом и втором металле, отнесенная к заряду электрона, и будет называться внутренней контактной разностью потенциалов.

## Опыт Вольта
Вольта доказал существование разности потенциалов следующим опытом. К электроскопу присоединены два одинаковых по размерам диска из разных материалов (например, из цинка и меди), покрытых тонким слоем диэлектрика и приведенных в соприкосновение. На короткое время диски замыкаются медной проволокой. При этом между ними возникает контактная разность потенциалов, причём цинк заряжается положительно, а медь — отрицательно. При этом наблюдается небольшое расхождение листочков электроскопа. Затем диски раздвигаются. Так как величина заряда образованного из этих двух дисков конденсатора не изменяется, а ёмкость уменьшается, то напряжение на конденсаторе возрастает. Так как этот конденсатор присоединён к электроскопу его листочки  расходятся на большее расстояние.

## Измерение контактной разности потенциалов
Величина контактной разности потенциалов зависит от химической природы металлов, их температуры и не зависит от геометрической формы и площади соприкосновения. Знак и величину контактной разности потенциалов можно определить непосредственно по графикам, построенным в соответствии с формулой:
{\displaystyle \ln I=\ln I_{0}-eU/kT.}
Формула справедлива лишь при отрицательных разностях потенциалов между анодом и катодом (с учётом контактной разности потенциалов). При положительных разностях потенциалов возрастание тока замедляется, а в случае достижения тока насыщения — прекращается (если пренебречь эффектом Шоттки. Поэтому излом прямой {\displaystyle \ln I=f(U)} наступает при {\displaystyle U=U_{k},} и отсчитывать отрицательное напряжение между анодом и катодом следует от этой точки.
Контактная разность потенциалов между анодом и катодом определяется путём экстраполяции обеих частей графика прямыми линиями до пересечения. Таким образом, по форме линии графика {\displaystyle \ln I=f(U)} можно определить контактную разность потенциалов и определить как она зависит от температуры катода.
На практике измерение контактной разности потенциалов реализовано в одноимённом методе неразрушающего контроля, применяемом в науке и технике.